# تاکاشیمایا
شرکت تاکاشیمایا، با مسئولیت محدود یک فروشگاه زنجیره‌ای بزرگ ژاپنی است. (株式会社髙島屋 Kabushiki-gaisha Takashimaya).

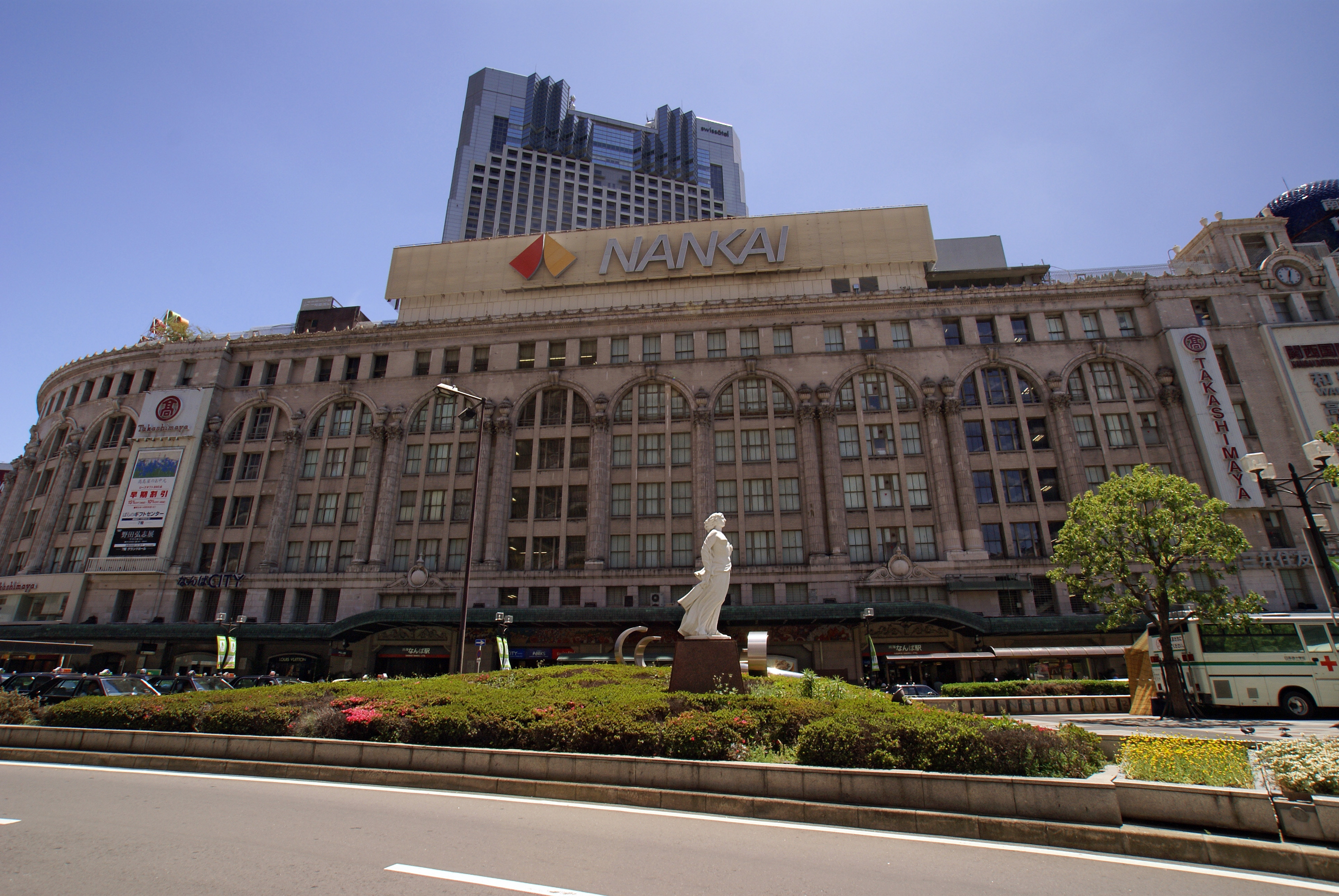
فروشگاه تاکاشیمایا اوساکا

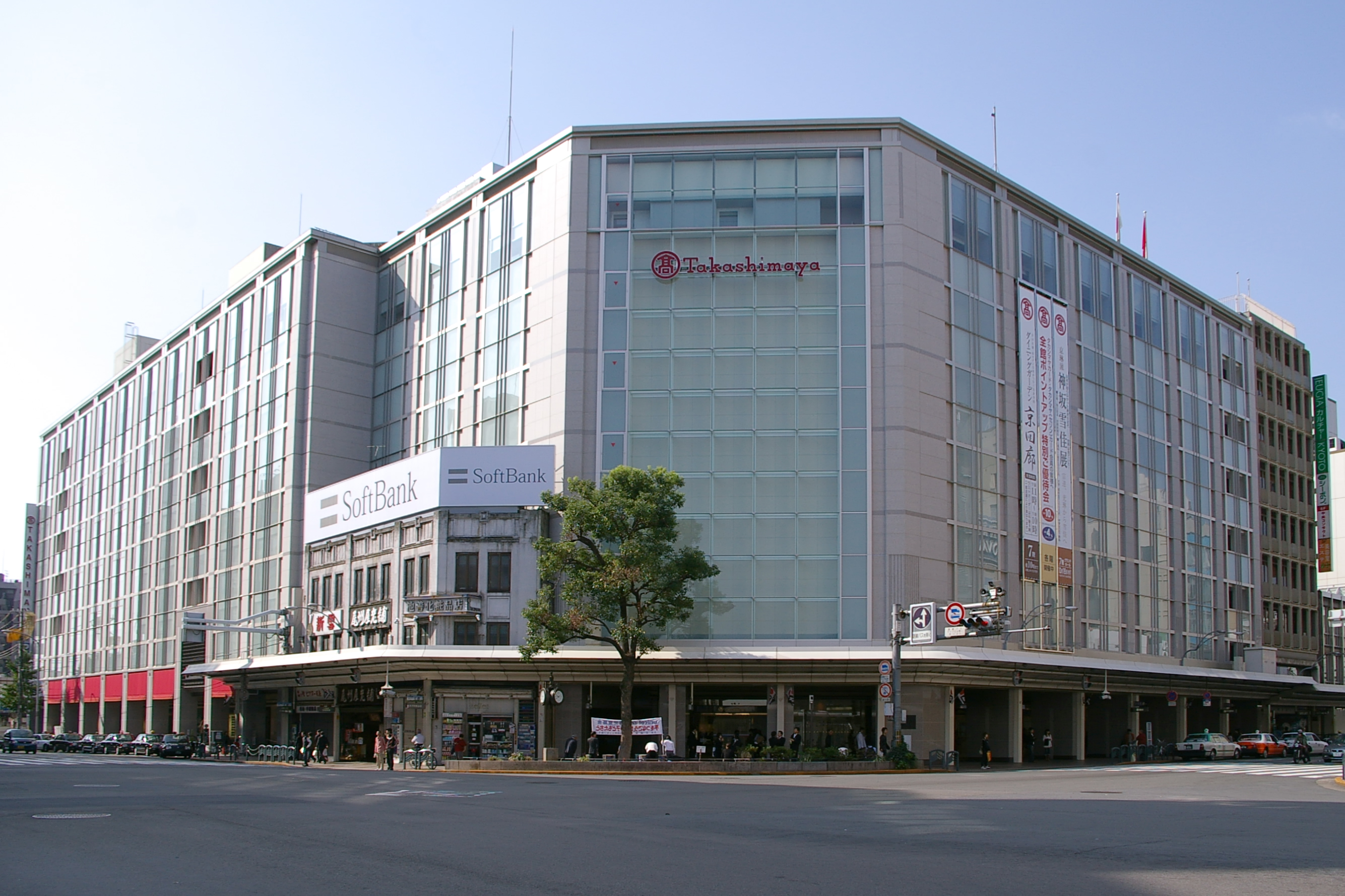
کیوتو

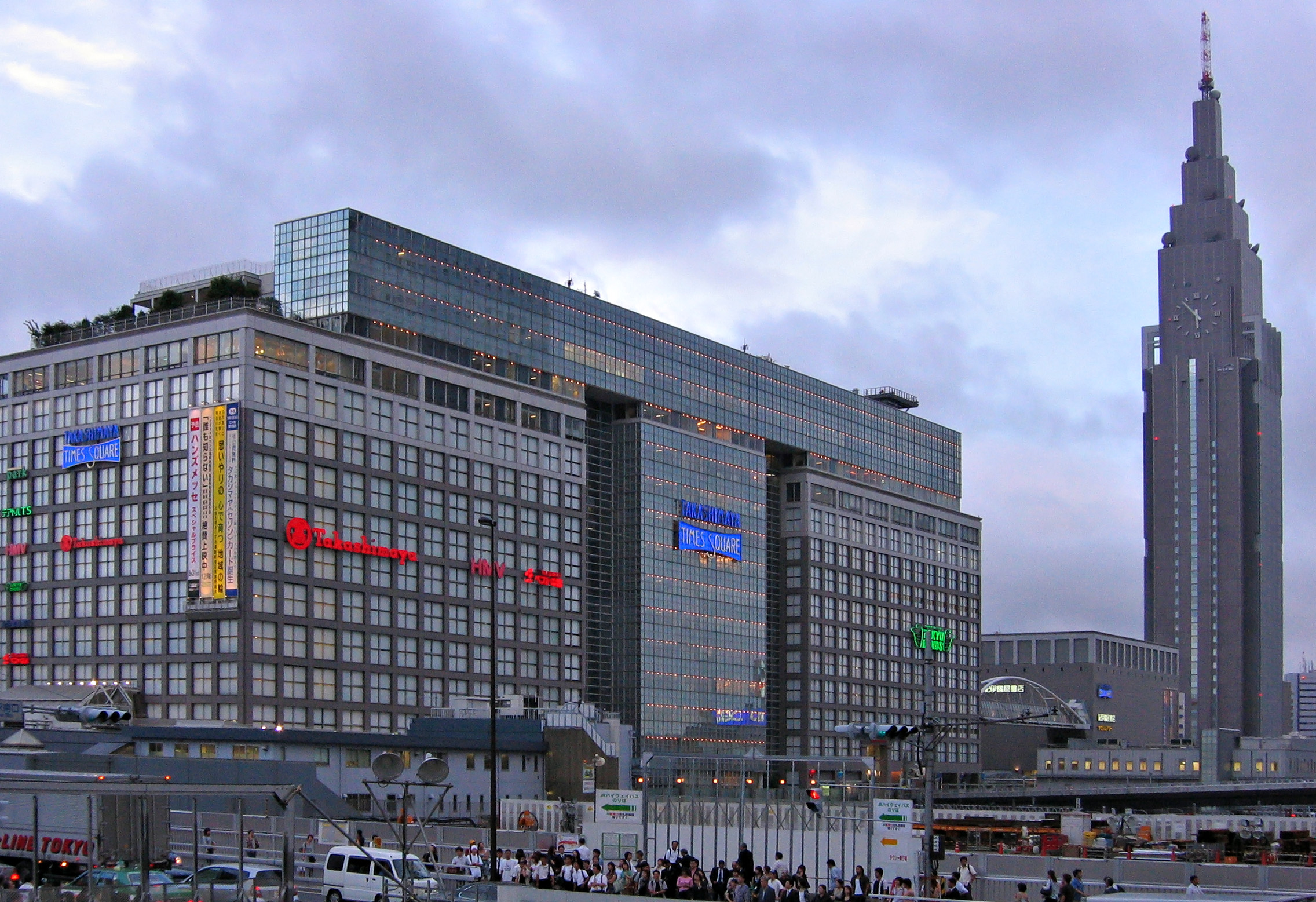

این فروشگاه که در ۱۸۲۹ در کیوتو تأسیس شد در سرتاسر ژاپن و نیز در تایپه، پاریس و سنگاپور شعباتی دارد. تاکاشیمایا در فهرست ۲۰۰۰ بین‌المللی فوربس در رده ۱۱۹۷ قرار گرفت.
فروشگاه پاریس آن در بلوار هوسمن است. در سنگاپور، در نی آن سیتی در اورچرد رود، محله اصلی خرید شهر قرار دارد.
تاکاشیمایا مجموعه گسترده‌ای از محصولات از لباس تا وسایل الکترونیکی را ارائه می‌کند